# Казу
Казу́ (от англ. kazoo) — американский народный музыкальный инструмент, применяемый в музыке стиля скиффл (skiffle).

## Устройство
Казу представляет собой небольшой металлический, пластмассовый или деревянный цилиндр, сужающийся к концу. В середину цилиндра сверху вставлена металлическая пробка с мембраной из папиросной бумаги. Чтобы исполнять музыку на казу, нужно в него петь, при этом бумажная мембрана значительно изменяет голос.
В России инструмент наподобие казу был известен с давних пор — это расческа с папиросной бумагой, наложенной на зубья. Этот инструмент для особого эффекта применил Евгений Вахтангов в музыке к спектаклю «Принцесса Турандот» — в нужный момент скрипачи откладывали свои скрипки и играли вальс на расческах. В Соединённых Штатах Америки в ансамблях скиффл казу звучит вместе с такими же необычными музыкальными инструментами — стиральной доской, на которой играют металлическими напёрстками, контрабасом, сделанным из оцинкованного таза с прикрепленной к нему ручкой от лопаты (skiffle bass), керамической бутыли (whiskey jug, джага) из-под виски объёмом в два галлона, которая издает басовые звуки наподобие тубы, деревянного человечка (Limber Jack), который своими каблучками выстукивает дробные ритмы в такт музыке, и др.
Прикрывая узкий конец казу или же прижимая и отпуская бумажную мембрану пальцем, можно получать определённый ритмический рисунок.
Металлический казу от Clarke имеет классическую форму и размеры, которые были разработаны ещё в 40-х годах XIX века. Пробка винтовая, что позволяет легко регулировать прижим мембраны и таким образом «настраивать» казу.

## История
В 1916 году компания Original American Kazoo в Идене, штат Нью-Йорк, начала производить казу для массового потребления.